# Молино Сан Антимо (Терамо)
Молино Сан Антимо (итал. Molino San Antimo) је насеље у Италији у округу Терамо, региону Абруцо.
Према процени из 2011. у насељу је живело 85 становника. Насеље се налази на надморској висини од 18 м.